# The Red Pony (Copland)
The Red Pony (El poni vermell) és la banda sonora d'una pel·lícula basada en una història curta de John Steinbeck. Fou composta per Aaron Copland el 1948.
La música, que es toca ocasionalment com a obra orquestral curta en forma de suite, dura aproximadament uns 20-25 minuts i consta de sis peces separades: 
- Morning on the Ranch
- The Gift
- Dream March and Circus Music
- Walk to the Bunkhouse
- Grandfather's Story
- Happy Ending.